# Мемориал советским воинам-защитникам и освободителям Сааремаа
Мемориал советским воинам-защитникам и освободителям Сааремаа — мемориальный комплекс у деревни Техумарди на острове Сааремаа, Эстония, посвящённый павшим в бою у Техумарди в годы Второй мировой войны советским воинам. Заложен в 1950 году, монумент-обелиск установлен в 1966 году, скульптурная группа на нём авторства эстонских скульпторов и архитекторов признана памятником искусства. В 2024 году по решению эстонских властей демонтированы все памятные плиты с именами павших советских воинов, обозначавшие места захоронений, проведена эксгумация останков. Муниципалитету рекомендовано заменить текст на обелиске.

## Описание
Монумент расположен между шоссе Курессааре—Сырве и берегом моря, на бывшем поле боя, где сражались воины 917-го, 925-го стрелковых полков и передового отряда 249-й дивизии Эстонского корпуса. Бой у Техумарди, состоявшийся во время Моонзундской десантной операции, был одним из самых кровопролитных сражений за освобождение острова Сааремаа. 
Монумент установлен в 1966 году. Представляет собой мощный, вздымающийся на 21 метр ввысь стилизованный меч, рукоять которого упирается в землю, лезвие направлено вверх, символизируя опасность войны. Крестовина меча находится в нескольких метрах от поверхности земли. В доломитовых блоках, расположенных на концах крестовины меча, высечены рельефные лица воинов. На одном уровне с ними надпись на эстонском и русском языках: «1941 Nõukogude sõjameestele — Saaremaa kaitsjaile ja vabastajaile. Советским воинам — защитникам и освободителям острова Сааремаа 1945».
Авторы монумента — скульпторы Матти Варик (Matti Varik) и Рихо Кулд (Riho Kuld), архитектор Аллан Мурдмаа (Allan Murdmaa) — получили за него премию Советской Эстонии. Рядом находится братская могила, где установлены 90 ромбовых доломитовых блоков с фамилиями погибших советских воинов.
В 1997 году мемориал Техумарди и братская могила были внесены в Государственный регистр памятников культуры Эстонии соответственно как памятник архитектуры и памятник истории. При инспектировании 27 июля 2023 года их состояние оценивалось как удовлетворительное.

## Демонтаж
13 июля 2023 года был подготовлен проект приказа министра культуры и образования об исключении 273 братских военных могил, мемориала Техумарди и одного советского памятника из регистра памятников культуры Эстонии, и Совет по охране культурного наследия инициировал процедуру прекращения их исторического статуса. Братские военные могилы в дальнейшем охраняются эстонским государством согласно «Закону об охране братских военных могил», вступившему в силу 20 января 2007 года (в редакции от 1 апреля 2023 года).
1 июля 2024 года начался демонтаж плит, обозначающих места захоронений погибших в бою у Техумарди красноармейцев. В ходе эксгумации останков 2 июля было выяснено, что в данном месте погребено около десятка тел со следами хирургического вмешательства, т. е. солдаты, скончавшиеся в лазарете. Они перезахоронены на кладбище Вананымме. По утверждениям местных жителей, часть погибших после боя была отвезена в Массинымме. 
Обелиск в форме меча на месте бывшего мемориала к весне 2024 года остался, но надписи на нём были закрыты плитами в марте 2025 года. 

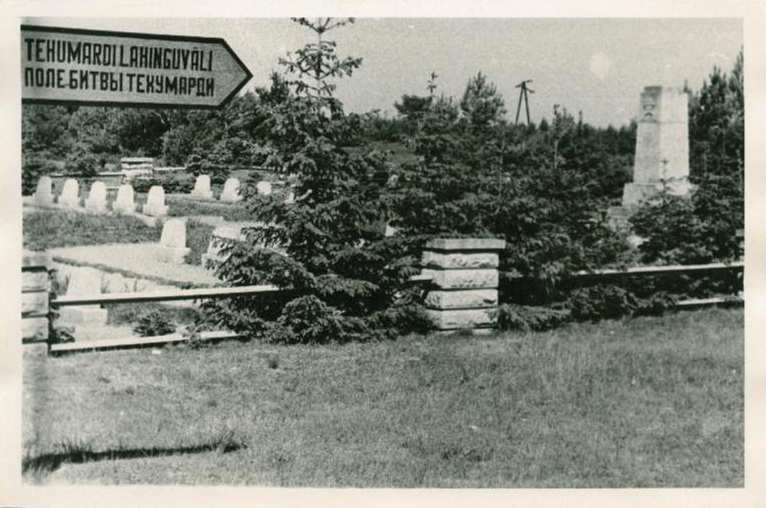
Мемориал в его первоначальном виде, 1950 год
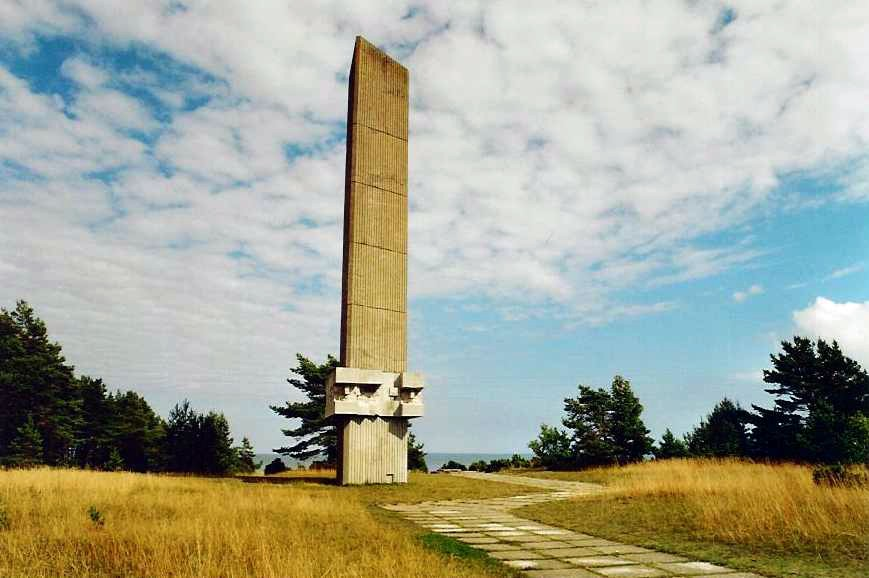
Обелиск в 2005 году
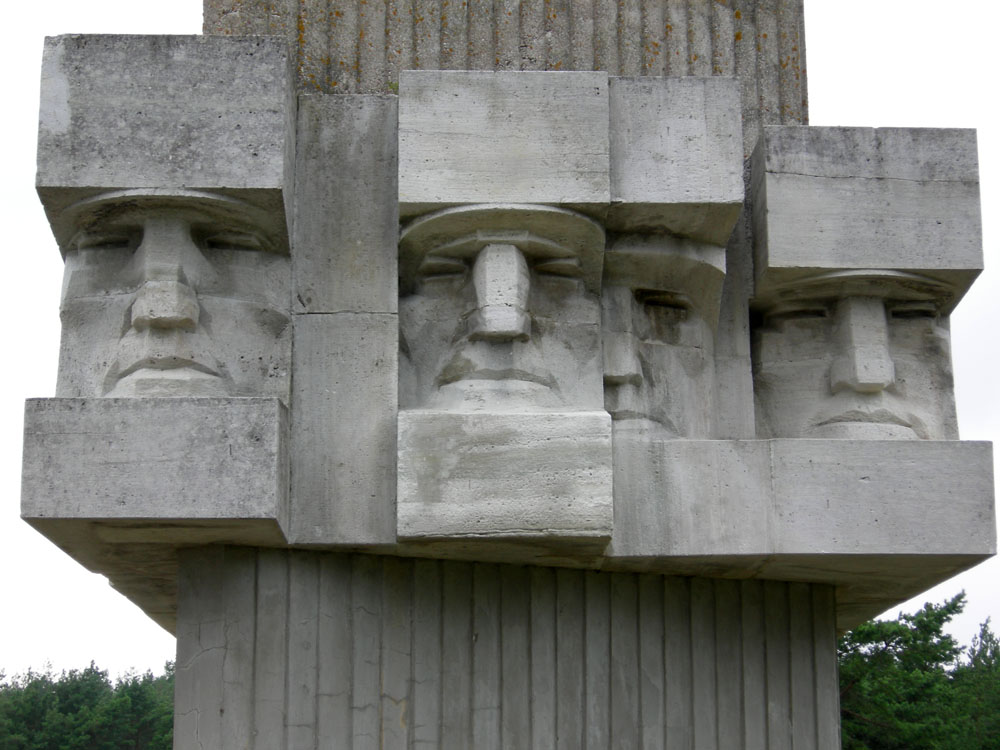
Скульптурная группа на обелиске, 2007 год
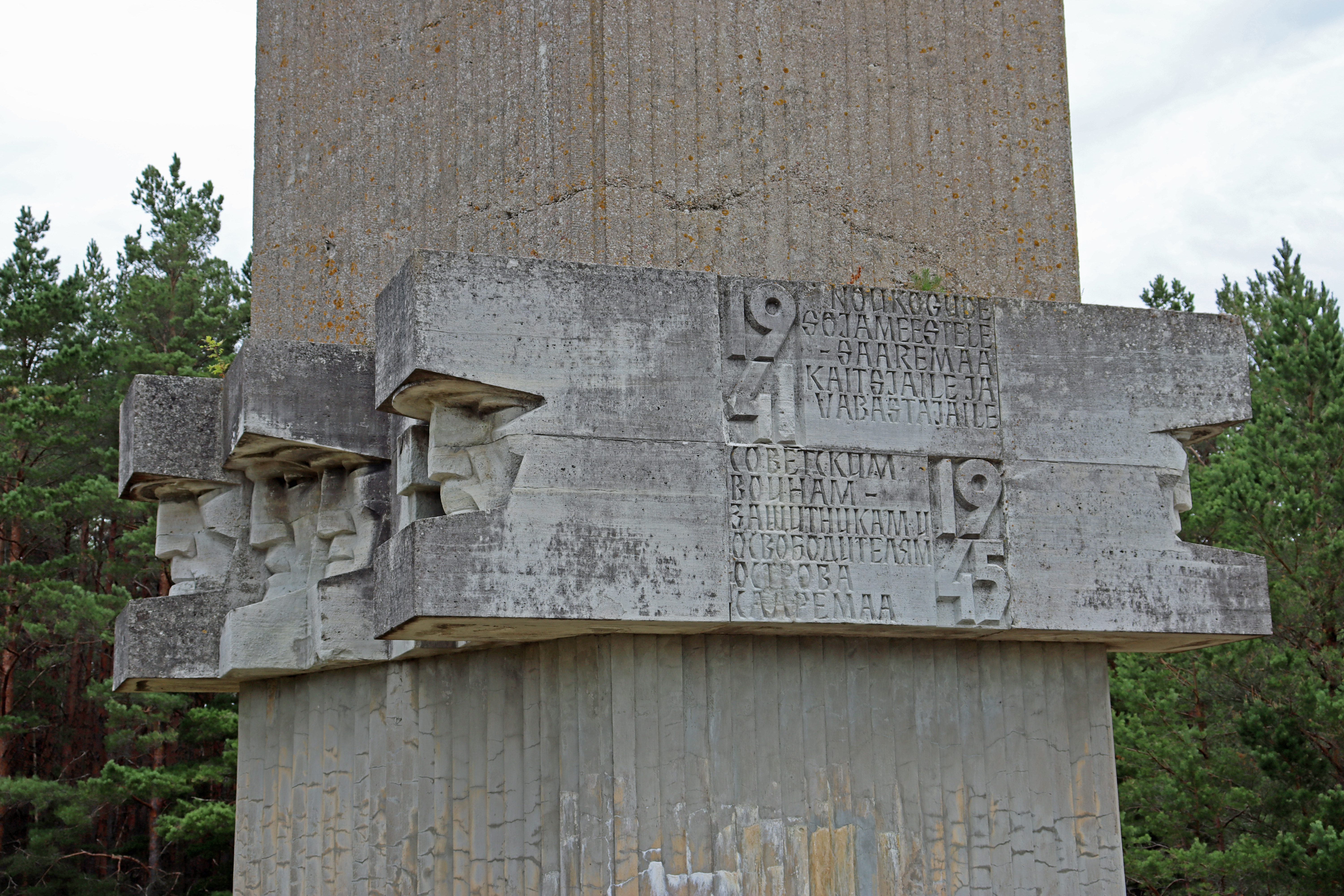
Надпись на обелиске, 2020 год (закрыта в 2025 году)
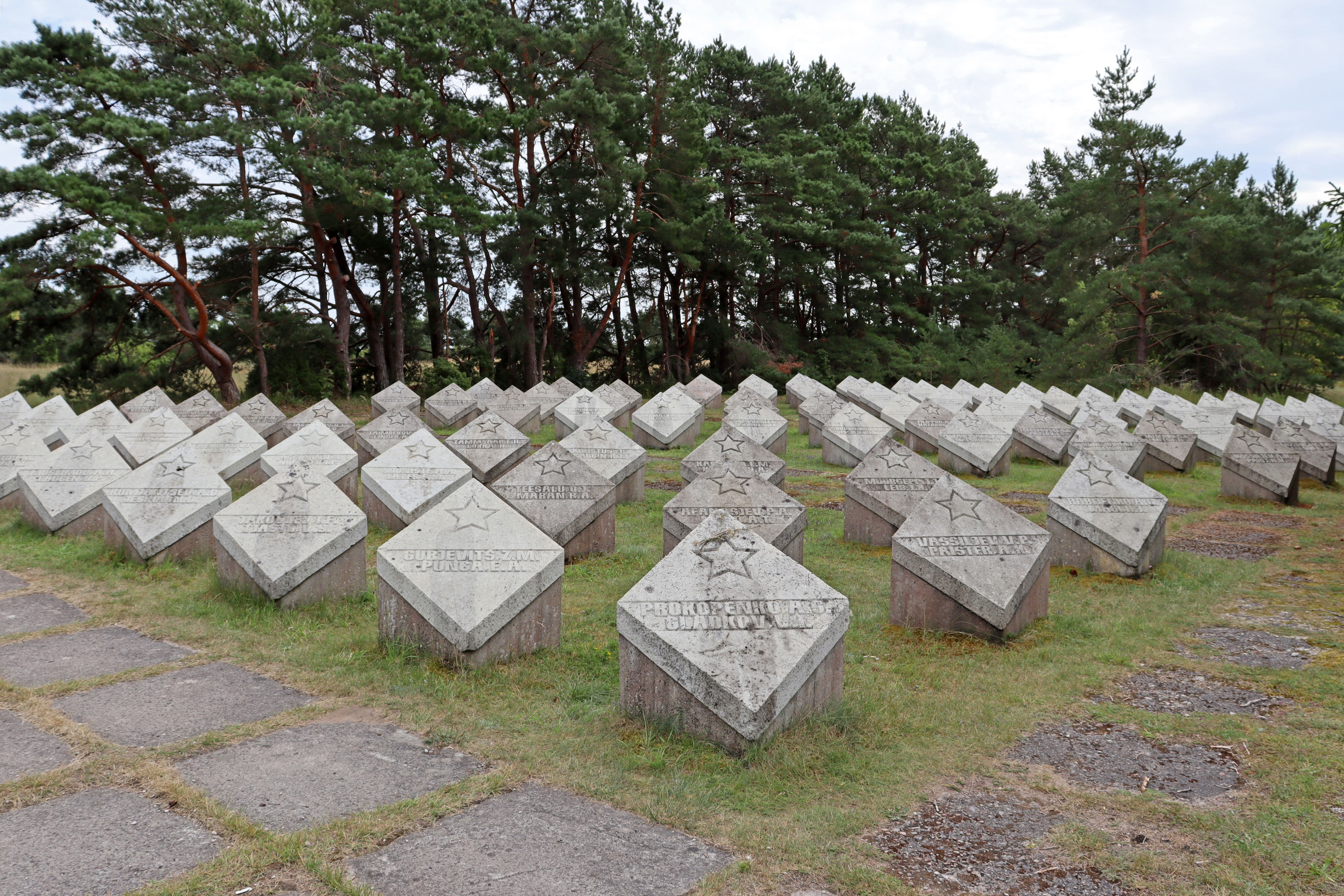
Памятные плиты советским солдатам, 2020 год (демонтированы в 2024 году)